# Zuluk

A zulu nyelvet beszélő lakosság a Dél-afrikai Köztársaságban

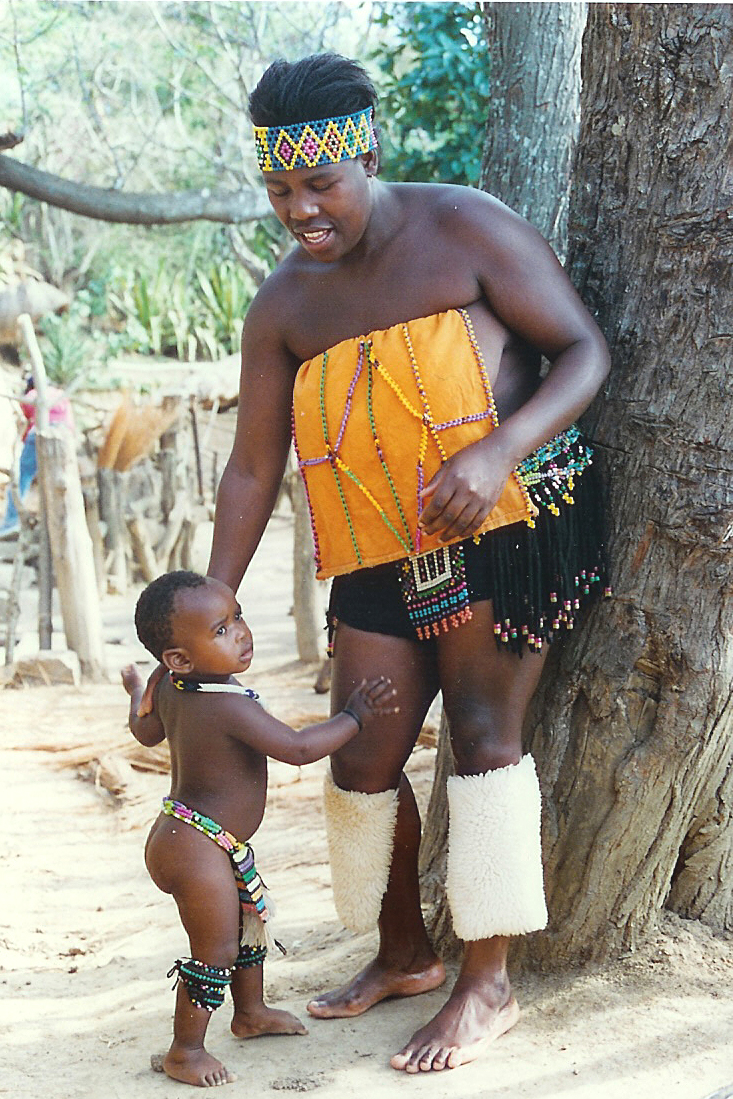
Zulu asszony a gyermekével

A zuluk (régiesen zulukafferek) Dél-Afrika régiójának egy népcsoportja. Elsősorban a Dél-afrikai Köztársaságban élnek, ahol a létszámuk a 21. század elején mintegy 11 millió fő.
A Dél-afrikai Köztársaság lakosságának kb. 23%-át alkotják, így annak legnagyobb etnikuma. Az ország KwaZulu-Natal (7,6 millióan), Gauteng (2-3 millió) és Mpumalanga (0.8 millió) tartományaiban élnek. Kisebb csoportjaik a szomszédos országokban is megtalálhatók (Zimbabwe, Mozambik, Zambia, Tanzánia).
Ma mind az eredeti zuluk és mindazok a népek, akiket a történelem folyamán legyőztek, zuluknak nevezik magukat.[forrás?]

## Történetük
Amikor az első európaiak Dél-Afrikában megtelepedtek, Natal keleti partjainál élt egy nép, amely magát „ama zulunak” nevezte. Nathaniel Isaacs 19. századi angol kalandor azt írta, hogy a legszebb emberek közé tartoznak, akiket valaha látott. Magas, atletikus termetűek, testarányaik harmonikusak, arcvonásaik finomak; továbbá fogékonyak, kitartóak és fürgék.
A zuluk legyőzték a natali ngonikat, és a nyelvüket is átvették. Ma őket is mind zuluknak nevezik, holott a „valódi” zuluk és a Natal más részein lakó zuluk meglehetősen különböznek. Miután Saka Zulu vezér a zuluföldi törzseket hatalmi körébe vonta, a Natal nyugati részén élő törzsek megsemmisültek. 1845–1847-ben a belső viszályok hatására Zuluföld lakóinak mintegy fele menekült el a területről, hogy a bantuk lakta helyeken telepedjen le.
Saka Zulu megalapította a Zulu Királyságot. Rövid életében (1787–1828) egyetlen birodalomba egyesítette a mai Natal területén élő délkeleti ngoni népcsoportot. Saka csak 10 évig uralkodott, de birodalma 60 évig állt fenn. Halála után megjelentek az európai hódítók, és 1838-ban a Blood-folyónál (Ncome-menti csata) legyőzték a zulukat. A túlélő zuluk rezervátumokba kényszerültek Natalban. Zuluföldön egyedül a mpandék tudták megtartani ősi életmódjukat és szokásaikat. Sok zulu a 19. század végén a xhoszák és az európaiak között telepedett le.
1897-ben a britek igázták le Zuluföldet, és az 1910-ben a Dél-afrikai Unió része lett.

## Kultúrájuk

### Nyelv
Nyelvük, a zulu a bantu nyelvcsaládba, azon belül a nguni nyelvcsoportba tartozik. 

### Kézművesség
A zuluk nagyszerű szövők és gyöngyhímzéseikről is ismertek.
A művészi gyöngyhímzés fontos része a kultúrájuknak. Minden színnek és mintának szimbolikus jelentése van, mint pl. a hímzett „szerelmes levélben” (tarisznya), amelyet fiatal nők készítenek a partiképes fiúk számára.

### Tánc
A zulu társadalomban a közösségi összejöveteleken majdnem mindig táncolnak. A táncokban népi és törzsi hagyományok elevenednek meg.

### Hagyományos gyógyítás
A régi zulu társadalomban az inyanga (füvesember) férfi volt, aki orvosi gyógymódokkal foglalkozott, míg a médiumi képességekkel rendelkező isangoma (jós) nő, aki az ősök szellemével kapcsolatba tudott lépni. Ma már a határvonal nem ilyen szigorú.
A nyugati kultúra terjedése ellenére a zuluk még mindig hisznek a hagyományos orvoslásban. 
A Muthi különféle gyógyszerek keveréke, amelyet gumókból, bokrokból, levelekből, fakéregből és gyökerekből készítenek. Számos természetvédelmi területen Muthi-kerteket hoztak létre.

### Kraal
Régen a zulu kraal (imizi) kör alakú település volt, amelyet számos méhkaptár alakú fűkunyhó zárt körbe. Ezek a kunyhók övezték azt a területet, ahová a csordát éjszakára összeterelték.

### Vallás
Többségük keresztény, de sokan közülük még követik népük ősi vallását.

## Fordítás
- Ez a szócikk részben vagy egészben  a   Zulu people című angol Wikipédia-szócikk fordításán alapul.  Az eredeti cikk szerkesztőit annak laptörténete sorolja fel. Ez a jelzés csupán a megfogalmazás eredetét és a szerzői jogokat jelzi, nem szolgál a cikkben szereplő információk forrásmegjelöléseként.